# Blackacidevil
Blackacidevil är det femte studioalbumet av den amerikanska hårdrocksgruppen Danzig. Skivan gavs ut i oktober 1996 på skivbolaget Hollywood Records. Namnet är en lek med frasen "black as a devil".
Albumet var det första med bandet efter upplösningen av originaluppsättningen. Kvar från tidigare var nu bara bandets frontman, sångaren och låtskrivaren Glenn Danzig. Det var också det första efter att man lämnat producenten Rick Rubins skivbolag American Recordings. Stilmässigt är det influerat av industrimetal.

## Låtlista
Samtliga låtar skrivna av Glenn Danzig, om annat inte anges.
1. "7th House" - 3:50
2. "Blackacidevil" - 4:26
3. "See All You Were" - 5:04
4. "Sacrifice" - 4:30
5. "Hint of Her Blood" - 5:04
6. "Serpentia" - 6:42
7. "Come to Silver" - 4:02
8. "Hand of Doom" (Geezer Butler/Tony Iommi/Ozzy Osbourne/Bill Ward) - 2:54
9. "Power of Darkness" - 3:22
10. "Ashes" - 5:31

## Musiker
- Glenn Danzig - sång, gitarr, bas, keyboard
- Joey Castillo - trummor
- Mark Chaussee - gitarr
- Josh Lazie - bas
- Joseph Bishara - keyboard
- Jerry Cantrell - gitarr (gästmusiker)